# História de Almada
A designação de Almada é proveniente das palavras árabes Al-Madan, a Mina, pelo motivo de que, aquando do domínio árabe da Península Ibérica, os árabes procediam à exploração da jazida de ouro da Adiça, no termo do Concelho. A zona de Almada foi igualmente escolhida pelos árabes para a construção de uma fortaleza no promontório natural, sendo esta destinada à defesa e vigilância da entrada no Rio Tejo, em frente de Lisboa, desenvolvendo-se a povoação nos domínios da defesa militar, da agricultura e da pesca. 
Almada, uma das principais praças militares árabes a sul do Tejo, foi conquistada pelas forças cristãs de D. Afonso Henriques em 1147, ficando posteriormente na posse dos Cavaleiros de Santiago, por carta assinada por D. Sancho I, em 26 de Outubro de 1186. Em 1190, D. Sancho I outorgou o primeiro foral aos moradores de Almada. No entanto, em 1191 ocorre uma nova invasão árabe sob o comando de Iúçufe Almançor, com origem em Sevilha. Esta invasão adquire lentamente uma expressão significativa, alcançando e tomando Alcácer do Sal, marchando sobre Palmela e Almada, sendo esta abandonada pelos cavaleiros da Ordem Militar de Almada. A povoação ficou grandemente destruída pela acção das forças árabes. 
O povoamento de Almada é realizado de forma lenta mas contínua, reconstituindo-se parcialmente o modo de vida praticado anteriormente. No início do século XIII, a sociedade vive um período de organização e estabilização segundo os direitos e deveres consignados no código foraleiro, complementados pelos antigos usos e costumes do direito consuetudinário. 
Local de falecimento de Fernão Mendes Pinto, escritor português, autor da Peregrinação, em 1583.